# Zgornji Lehen na Pohorju
Zgornji Lehen na Pohorju – wieś w Słowenii, w gminie Ribnica na Pohorju. W 2018 roku liczyła 110 mieszkańców.